# ۴-هپتانون
۴-هپتانون (به انگلیسی: 4-Heptanone) یک ترکیب شیمیایی با شناسه پاب‌کم ۳۱۲۴۶ است. 